# Sébastien di Lussemburgo
Sébastien di Lussemburgo (nome completo in francese Sébastien Guillaume Henri Marie; Lussemburgo, 16 aprile 1992) è un principe e militare lussemburghese, quintogenito del granduca Enrico e di María Teresa Mestre e 10° in linea di successione al trono del Lussemburgo.

## Biografia
Figlio minore del granduca Enrico di Lussemburgo e di María Teresa Mestre, è nato il 16 aprile 1992 presso la "Maternité Grande-Duchesse Charlotte" nella capitale Lussemburgo. Ha tre fratelli, Guglielmo (1981), Felice (1984) e Luigi (1986), ed una sorella, Alessandra (1991).

### Educazione e carriera militare
Ha frequentato l'Istituto Le Rosey, la St. George's International School Luxembourg, il Summer Fields School, l'Ampleforth College International School of Luxembourg, prima di laurearsi nel maggio 2015 in marketing ed economia internazionale alla Franciscan University of Steubenville, in Ohio.
Nel settembre 2016 ha iniziato una formazione di 44 settimane presso il Royal Military Academy Sandhurst, nel Regno Unito. Si è diplomato nell'agosto 2017 ed il 4 settembre ha prestato giuramento come ufficiale per l'esercito lussemburghese. Attualmente presta servizio come comandante di plotone nel 1º battaglione delle Irish Guards.

## Ascendenza
|                                |                                     |                                       | Genitori                               |  |  | Nonni |  |  | Bisnonni                |  |  | Trisnonni          |  |
|                                |                                     |                                       |                                        |  |  |       |  |  | Felice di Borbone-Parma |  |  | Roberto I di Parma |  |
|                                |                                     |                                       |                                        |  |  |       |  |  | Felice di Borbone-Parma |  |  | Roberto I di Parma |  |
|                                |                                     | Maria Antonia di Braganza             |                                        |  |  |       |  |  | Felice di Borbone-Parma |  |  |                    |  |
| Giovanni di Lussemburgo        |                                     |                                       |                                        |  |  |       |  |  | Felice di Borbone-Parma |  |  |                    |  |
|                                |                                     | Carlotta di Lussemburgo               | Guglielmo IV di Lussemburgo            |  |  |       |  |  |                         |  |  |                    |  |
|                                |                                     | Carlotta di Lussemburgo               | Guglielmo IV di Lussemburgo            |  |  |       |  |  |                         |  |  |                    |  |
|                                |                                     | Carlotta di Lussemburgo               | Maria Anna di Braganza                 |  |  |       |  |  |                         |  |  |                    |  |
| Enrico di Lussemburgo          |                                     | Carlotta di Lussemburgo               |                                        |  |  |       |  |  |                         |  |  |                    |  |
|                                |                                     | Leopoldo III dei Belgi                | Alberto I del Belgio                   |  |  |       |  |  |                         |  |  |                    |  |
|                                |                                     | Leopoldo III dei Belgi                | Alberto I del Belgio                   |  |  |       |  |  |                         |  |  |                    |  |
|                                |                                     | Leopoldo III dei Belgi                | Elisabetta di Baviera                  |  |  |       |  |  |                         |  |  |                    |  |
| Giuseppina Carlotta del Belgio |                                     | Leopoldo III dei Belgi                |                                        |  |  |       |  |  |                         |  |  |                    |  |
|                                |                                     | Astrid di Svezia                      | Carlo di Svezia                        |  |  |       |  |  |                         |  |  |                    |  |
|                                |                                     | Astrid di Svezia                      | Carlo di Svezia                        |  |  |       |  |  |                         |  |  |                    |  |
|                                |                                     | Astrid di Svezia                      | Ingeborg di Danimarca                  |  |  |       |  |  |                         |  |  |                    |  |
| Sébastien di Lussemburgo       |                                     | Astrid di Svezia                      |                                        |  |  |       |  |  |                         |  |  |                    |  |
|                                | José Antonio Mestre y Ramos-Almeyda | Francisco Mestre y Fernández-Criado   |                                        |  |  |       |  |  |                         |  |  |                    |  |
|                                | José Antonio Mestre y Ramos-Almeyda | Francisco Mestre y Fernández-Criado   |                                        |  |  |       |  |  |                         |  |  |                    |  |
|                                | José Antonio Mestre y Ramos-Almeyda | Matilde Ramos-Almeyda y Gómez         |                                        |  |  |       |  |  |                         |  |  |                    |  |
| José Antonio Mestre y Álvarez  | José Antonio Mestre y Ramos-Almeyda |                                       |                                        |  |  |       |  |  |                         |  |  |                    |  |
|                                |                                     | María Narcisa Álvarez y Tabío         | Lucas Álvarez y Cerice                 |  |  |       |  |  |                         |  |  |                    |  |
|                                |                                     | María Narcisa Álvarez y Tabío         | Lucas Álvarez y Cerice                 |  |  |       |  |  |                         |  |  |                    |  |
|                                |                                     | María Narcisa Álvarez y Tabío         | Narcisa Tabío y de la Lanza            |  |  |       |  |  |                         |  |  |                    |  |
| María Teresa Mestre y Batista  |                                     | María Narcisa Álvarez y Tabío         |                                        |  |  |       |  |  |                         |  |  |                    |  |
|                                |                                     | Agustín Batista y González de Mendoza | Melchor Batista y de Varona            |  |  |       |  |  |                         |  |  |                    |  |
|                                |                                     | Agustín Batista y González de Mendoza | Melchor Batista y de Varona            |  |  |       |  |  |                         |  |  |                    |  |
|                                |                                     | Agustín Batista y González de Mendoza | Julia González de Mendoza y de Pedroso |  |  |       |  |  |                         |  |  |                    |  |
| María Teresa Batista y Falla   |                                     | Agustín Batista y González de Mendoza |                                        |  |  |       |  |  |                         |  |  |                    |  |
|                                |                                     | María Teresa Falla y Bonet            | Laureano Falla y Gutiérrez             |  |  |       |  |  |                         |  |  |                    |  |
|                                |                                     | María Teresa Falla y Bonet            | Laureano Falla y Gutiérrez             |  |  |       |  |  |                         |  |  |                    |  |
|                                |                                     | María Teresa Falla y Bonet            | María Dolores Bonet y Mora             |  |  |       |  |  |                         |  |  |                    |  |
|                                |                                     | María Teresa Falla y Bonet            |                                        |  |  |       |  |  |                         |  |  |                    |  |